# Per suo figlio
Per suo figlio (For His Son) è un cortometraggio muto del 1912 diretto da David Wark Griffith.

## Trama
Un medico non riesce a dare al figlio tutto il denaro che questi gli richiede e, così, decide di creare una nuova bevanda chiamata Dopokoke che contiene una sostanza all’epoca ancora legale ma di cui si conoscevano gli effetti devastanti: la cocaina.
La bevanda, grazie al suo effetto stimolante, riscuote un enorme successo e porta al medico una grande ricchezza. In tal modo, l'uomo può, finalmente, soddisfare le richieste di denaro del figlio ma è proprio costui a diventare uno dei maggiori consumatori della Dopokoke, divenendo dipendente dalla droga in essa contenuta come molte altre persone, non solo  uomini e donne adulti ma anche ragazzini.
Tale dipendenza inizia a produrre i propri effetti sul giovane che si allontana dalla fidanzata per avvicinarsi alla segretaria del padre, anch’essa vittima della dipendenza della bevanda. Mentre il padre si gode il successo economico, ignaro o indifferente alle devastanti conseguenze della sua invenzione, il figlio, andato a convivere con l'ex segretaria del padre è, assieme a costei, ormai ridotto ad un relitto umano, appena in grado di muoversi ma capace di litigare con la donna per una dose di cocaina. Ben presto ne morirà. Il padre, allora, disperato, comprende tutto il male fatto per la propria avidità.

## Produzione
Prodotto dalla Biograph Company, il film fu girato a New York.

## Distribuzione
Il film - un cortometraggio di 139 metri - uscì nelle sale cinematografiche statunitensi il 22 gennaio 1912, distribuito dalla General Film Company. Una copia del film viene conservata dalla Worldview Entertainment (Paul Killiam collection). I diritti del film appartengono all'American Mutoscope & Biograph (2008) (mondiale) (tutti i media) (alias Biograph Company).